# Kurvelesh
Kurvelesh è una frazione del comune di Tepelenë in Albania (prefettura di Argirocastro).
Fino alla riforma amministrativa del 2015 era comune autonomo, dopo la riforma è stato accorpato, insieme agli ex-comuni di Tepelenë, Lopës e Qendër Tepelenë a costituire la municipalità di Tepelenë.

## Località
Il comune era formato dall'insieme delle seguenti località:
- Progonat
- Lekdush
- Gusmar
- Nivice
- Rexhi